# Soft rock
El soft rock (o rock suave) es un subgénero del rock, que se distingue de otros estilos por el uso de distorsiones poco saturadas en las guitarras, melodías fácilmente asimilables y letras poco controvertidas. 
Otras denominaciones, como rock orientado a adultos (AOR), o rock melódico, se refieren básicamente al mismo fenómeno, aunque este último (rock melódico) suele usarse con un sentido más amplio que incluye también otros géneros relacionados, como el glam metal o el power ballad.

## Características

### Sonido y letras
El soft rock suaviza, de manera consciente, las aristas instrumentales propias del rock tradicional, tanto en la búsqueda de sonidos (guitarras a bajo volumen, baterías relajadas...) como en la altura de la propia voz, normalmente cantando en tesituras altas, falsetes, etc.
La selección de las letras, tiende hacia la búsqueda de temáticas sin confrontación, planteadas en lenguaje coloquial (sin ser vulgar), con especial incidencia en las cuestiones amorosas, la vida cotidiana y las relaciones de amistad.

### Instrumentación
Aunque muchas canciones del estilo son rítmicamente sencillas, con métricas por lo general en compás de 4/4, la complejidad alcanzada en su instrumentación es destacable (por ejemplo las voces en "Somebody to love" de Queen, o la programación de sintetizadores en Daft Punk).
Instrumentalmente se caracteriza en que a la base estándar del rock le agrega de piano, sintetizadores y secuenciadores, y, con frecuencia, saxofón y otros instrumentos de viento, utilizados como background, así como en los cortes u obligados de la canción, con un manejo de voces similar al jazz o el soul. Sin embargo, la actividad melódica de estos instrumentos es poco habitual en el estilo.

## Raíces musicales
El soft rock se desarrolla, prácticamente y de manera paralela, sobre la totalidad de los géneros dentro del rock, y tiene sus raíces en el rock and roll melódico de The Beatles,Tommy James & the Shondells, The Association, The Zombies, Dave Clark Five y de los Beach Boys, en la década de los sesenta. Grupos de finales de la década como Bread se consideran de las primeras bandas típicamente soft-rock.
Aunque han existido grupos que, desde su primeras grabaciones, han estado siempre enmarcados en el soft rock (caso de bandas como Toto, Journey, Foreigner o Roxette ), lo usual es que grupos que inicialmente desarrollaban otros géneros, hayan ido suavizando sus composiciones conforme avanzaban en edad y antigüedad, hasta quedar totalmente enmarcados en este estilo (por ejemplo, Chicago y The Eagles). Un buen número de bandas que desarrollaron su actividad dentro de este campo, estuvieron inicialmente vinculadas al rock duro, como es el caso de Todd Rundgren, Meat Loaf, Europe o Gerry Rafferty.

## Historia

### Primeros tiempos
El soft rock, como género diferenciado, tiene sus primeras referencias a comienzos de los años setenta, en principio como reacción al crecimiento del heavy y al rock progresivo, que dominaban el rock de la época, pero también como reflejo del cambio de prioridades culturales, producido por el baby boom (‘explosión de bebés’, el crecimiento demográfico de la posguerra en EE. UU). Por lo que podemos decir que Bread es la primera banda de soft rock. Desde finales de la década de 1960, se hizo común para dividir la corriente principal de la música rock en el blando y duro, con tanto emergentes como los principales formatos de radio en los EE. UU, a finales de los 60's artistas de soft rock incluyen a los Bee Gees, cuya canción "I Started a Joke" fue número uno en varios países, por lo que este grupo fue una de las bandas precursoras de este género.
El nuevo género llenó el espacio comercial que quedó vacío con la práctica desaparición de la música pop de principios de los años sesenta, desarrollando una nueva música pop, apropiada para quienes habían educado sus gustos musicales juveniles en el campo del rock. En esta línea, se sitúan artistas como Fleetwood Mac, Carole King, Air Supply, James Taylor, Christopher Cross, Neil Diamond, Wings, Elton John, Billy Joel, etc.

### Popularidad
El soft rock llega a ser muy popular en EE. UU. (y un poco más tarde, también en Europa), hacia finales de los años setenta, como consecuencia del desarrollo de las radiofórmulas denominadas Album oriented rock. Hacia 1977, algunas cadenas de radio, como la New York's WTFM o la WYNY, también de esa ciudad, se especializan casi monográficamente en el género.
En esta época, algunos grupos que anteriormente habían militado en otros géneros, consiguen ventas millonarias en todo el mundo.
Es el caso de Billy Joel con el álbum y la canción "The Stranger", Chicago, con el sencillo "If you leave me now" (un paradigma del soft rock); de 10cc con "I'm not in love"; o de Led Zeppelin, con "All my love". Otros grupos que se vinculan usualmente con este estilo (o con el AOR) fueron Survivor, Boston (cuyo primer disco, de 1976, vendió diez millones de copias), Signal, House of Lords, Magnum o Shy.

### Evolución
Durante los años ochenta, el género evoluciona, alejándose cada vez más de los parámetros originales del rock, conformando una categoría propiamente pop, especialmente en Europa, y fusionando elementos de otras músicas de carácter popular (country, britpop, etc.). Artistas como Bryan Adams o Phil Collins son figuras reconocibles del género. Después, grupos como Radiohead han mantenido el concepto.
En general, el soft rock ha sido un género tan popular, como poco apreciado desde los medios especializados. El cómico estadounidense George Carlin dijo al respecto: «La "música rock suave" no es rock, ni música. Solamente es suave».
Sin embargo, es preciso ser cauteloso con este tipo de aseveraciones, ya que en este género puede incluirse buena parte de la música pop de los años ochenta y noventa, incluyendo temas de mucha calidad musical.